# مارتین پیکنهاگن
مارتین پیکنهاگن (انگلیسی: Martin Pieckenhagen؛ زادهٔ ۱۵ نوامبر ۱۹۷۱) بازیکن فوتبال اهل آلمان است.
از باشگاه‌هایی که در آن بازی کرده‌است می‌توان به باشگاه فوتبال هامبورگ، باشگاه فوتبال یونیون برلین، باشگاه فوتبال ماینتس ۰۵، باشگاه فوتبال هانزا روستوک، باشگاه فوتبال دویسبورگ، و باشگاه فوتبال هراکس آلملو اشاره کرد.